# Ayazpur, Bidar
Ayazpur là một làng thuộc tehsil Bidar, huyện Bidar, bang Karnataka, Ấn Độ.